# Бао Лок
Бао Лок (на виетнамски: Bảo Lộc) е град във Виетнам, провинция Лам Донг. През 2009 г. градът има 148 567 жители.